# 高腰盾蝸
高腰盾蝸（学名：Aegista fulvicans）为扁蝸牛科盾蝸牛屬下的一个种。